# Gołuszowice
Gołuszowice est une localité polonaise de la gmina et du powiat de Głubczyce en voïvodie d'Opole.

## Histoire
De 1743 à 1945, Kreuzendorf fait partie de l'arrondissement de Leobschütz (de) dans le district d'Oppeln dans la province de Silésie.